# 床母 (女神)
床母，為華人信奉的護嬰女神，閩南人稱其為床母，相傳床母能保佑嬰兒、幼兒平安順利長大，故家有嬰幼兒者均祭祀之，祭祀日期在每年的七夕。